# سونيت 26
السونيت 26 هي واحدة من 154 سونيت كتبها الكاتب المسرحي والشاعر الإنجليزي وليم شكسبير، وهي جزء من سلسلة «الشاب الجميل».
تُعتبر هذه السونيت بشكل عام نقطة النهاية أو التتويج لمجموعة القصائد الخمس السابقة. حيث تختصر العديد من المواضيع التي تناولتها السوناتات 20-25، بالإضافة إلى المواضيع الواردة في أول اثنتين وثلاثين قصيدة، مثل وظيفة كتابة الشعر وتأثير الفروق الطبقية والحب.

## الهيكل
السونيت 26 هي سونيت إنجليزية شكسبيرية نموذجية، مكونة من ثلاثة رباعيات شعرية وثنائيّة، وتستخدم مخطط قافية: ABAB CDCD EFEF GG، وهي مكتوبة باستخدام البحر الإيامبي الخماسي، وهو نوع من الإيقاع الشعري الذي يعتمد على خمسة أزواج من المقاطع الضعيفة والقوية في كل سطر.
يُظهر السطر السابع مثالاً على خط إيامبي خماسي منتظم، بينما يحتوي السطر التالي على مقطع زائد في النهاية يُعرف بالنهاية الأنثوية، والتي تظهر ست مرات في هذه السونيت؛ كما يظهر فيها أيضاً تحول في موقع الضغط الإيقاعي نحو اليمين (مما ينتج عنه شكل رباعي الوضعيات × × / /، ويُشار إليه أحياناً بالإيونية الصغرى):
```

But that I hope some good conceit of thine

In thy soul's thought, all naked, will bestow it: (7-8)

```

/ = ictus، وهو موضع مقطع شعري قوي. × = nonictus. (×) = مقطع زائد.

## الملخص والتحليل
يشير الباحث ستيفن بوث إلى أن السونيت تعتمد على سلسلة من «العروض» أو «الإظهارات»، حيث تتكرر كلمة "show" في أربع أسطر مختلفة في السونيت. هذه الكلمة تُستخدم لتوصيل أفكار مختلفة، وكل مرة يكون لها دلالة محددة. يرى بوث أن الجزء الثاني من السونيت قد يتضمن تلميحاً جنسياً مبهماً، لكنه يعترف أن هذا التفسير غير واضح وقد يكون مفتعلاً. بعض الباحثين مثل جي. بي. إيفانز وغيرهم يعتقدون أن هذا الفهم مبالغ فيه وغير مقنع. أحد «العروض» الأولى "shows" في السونيت موجه إلى شخصية كيوبيد، إله الحب في الأساطير الرومانية. يعبّر الشاعر عن التزامه وواجبه تجاه كيوبيد بأنه مرتبط بـ«خدمة الحب». هذا الالتزام يظهر أيضاً في كلمات مثل «عاري» و«كلّي العري»، التي يمكن أن تُذكّر برمز كيوبيد العاري الموجود في قصائد أوفيد الكلاسيكية، خاصة في كتاب «أموريس» (Amores).
يقترح بعض الباحثين، مثل كابيل وداودن، أن السونيت 26 كانت تُستخدم كرسالة إهداء أو مقدمة لمجموعة من القصائد أُرسلت إلى أحد النبلاء الذي طلب تأليفها.[بحاجة لمصدر] لكن هناك اختلاف حول تحديد هذه المجموعة، هناك من يعتقد أن السوناتات الإهدائية بأنها 20-25، ولكن أحياناً تمتد إلى أول 25 سونيت. آخرون، مثل جورج ويندهام وهنري تشارلز بيشنج ‏، يعتقدون أن السونيت 26 تمثل بداية مجموعة جديدة من السونيتات تمتد إلى السونيت 32.[بحاجة لمصدر]
تُصوّر السونيت على أنها رسالة خضوع أو «سفارة» من يطلب التقدير أو الاعتراف من سيده، وفي هذا الإطار، تستخدم السونيت لغة مزخرفة ومصطلحات رسمية تُعرَف باسم «مصطلحات الحبر» (ink-horn terms). يُظهر الشاعر تواضعاً مصطنعاً، حيث يمتدح «فضائل» السيد بينما يقلل من شأن مهاراته الشخصية، واصفًا قدراته بـ«الذكاء» المتواضع. يكشف الشكل الرسمي المبالغ فيه في السونيت عن الخضوع المطلوب في الرسائل التي تسعى إلى نيل الرضا؛ هي ليست لعرض براعة الشاعر اللغوية، بل لتشهد على إخلاصه. يعترف الشاعر بأن لغته قد تبدو «عارية» أو «خالية من الزينة»، تفتقر إلى «الكلمات» والزخرفة. لكنه يعوّل على «تصور» الممدوح، أي حكمه الراقي وفهمه العميق؛ ليزين هذه الرسالة العارية بالمعنى والمغزى.
في الجزء الثاني من السونيت، يُكمل الشاعر استحضار الرمزية الفلكية التي ظهرت في السونيت السابقة. الحب في السونيت يتجاوز تأثير النجوم، بخلاف من يفتخرون بأنهم يتلقون «فضل النجوم». ينتظر الشاعر ويطلب أن يظل حبه حتى يحين الوقت الذي يلمع فيه «نجمته الشخصية»، أي عندما تكون الظروف ملائمة لتحقق الحب أو الاعتراف. تعبير «توجه نحوي بنظرة رحيمة» يعكس التأثير الفلكي الإيجابي، حيث تشير كلمة "aspect" إلى الطريقة التي تنظر بها الأجرام السماوية إلى الأرض وتأثيرها على الأفراد.
يأمل الشاعر أن يُزين «تصور» الممدوح رسالته «العارية» أو «الممزقة». هنا، الملابس تمثل الزينة الأدبية أو الاعتراف، إذ يمكن أن تتحول الرسالة المتواضعة إلى شيء يُقدَّر بفضل فهم الممدوح. في هذه اللحظة، يمكن للشاعر أن يُظهر «استحقاقه» للاعتراف، مستوفياً معايير الاحترام التي تتطلبها الظروف الاجتماعية أو حتى الفلكية. هناك جدل بين المحققين حول تعديل كلمة "their" في النسخة الأصلية إلى "thy"، حيث يفضل البعض الاحتفاظ بالنص كما هو.[بحاجة لمصدر] يجد محررون آخرون أن التغيير غير ضروري.
في مثل هذه اللحظة قد يفتخر الشاعر بحبه، كما قد يفعل الآخرون في سونيت 25، لكن إلى أن يحين الوقت الملائم، يتعهد الشاعر بعدم الظهور أو التباهي بحبه. يتعهد بعدم «إظهار رأسه». ليظل غير ملحوظ أو كعمل من أعمال الطاعة سيبقي رأسه منخفضاً، حتى لا يختبره سيده أو حبه («يثبت»)؛ "me" هي الكناية عن "حبي".
مثل العديد من السونيتات الأخرى، تبني السونيت صورتها على تشبيه مستمد من الطبقة الاجتماعية. هنا، علاقة السيد والخادم التي تُستخدم بشكل مجازي في شعر الحب التقليدي (مثل الشعر البتراركي) تأخذ معنى حرفياً في السونيت، وفي هذا السياق، يرى البعض أن تشبيه الشاعر لنفسه بالعبد أو التابع قد يدعو إلى الشكوك بدلاً من التعاطف، حيث يتحدث عن رغبته المكبوتة في المساواة مع المحبوب، ومع ذلك، يرى آخرون أن هذا التشبيه ملائم تماماً، نظراً للصراع الذي يواجهه الشاعر بين وضعه الاجتماعي ورغبته العاطفية.[بحاجة لمصدر]
في فترة من الزمن، ركّز التحليل النقدي لهذه السونيت على البحث في أصلها وسياق تأليفها. لاحظ العالم إدوارد كابيل لأول مرة التشابه بين محتوى الرباعية الأولى من السونيت وإهداء شكسبير الموجه إلى إيرل ساوثهامبتون هنري وريوثلسي ‏ في قصيدته «اغتصاب لوكريس». هذا التشابه أثار تساؤلات حول ما إذا كانت السونيت قد كُتبت كجزء من إهداء رسمي أو لترافق عملاً أدبياً آخر.[بحاجة لمصدر]
تكهن باحثون آخرون مثل إدوارد ماسي وسيدني لي بأن القصيدة كُتبت لترافق بعض كتابات شكسبير الأخرى، ، مشيرين إلى إمكانية أن تكون موجهة إلى مجموعة السونيتات الأولى أو إلى شخصية نبيلة مثل ساوثهامبتون. في المقابل، عبّر إدوارد ماسي ‏ وسيدني لي وهيرمان إسحاق الصلة بين السونيت والإهداء عن شكوكهم حيال هذا الارتباط.[بحاجة لمصدر] طُرحت حجج أكثر تحديداً بأن أوجه التشابه بين القصيدة وإهداءات فينوس تشير إلى أن القصيدة كُتبت لساوثهامبتون.[بحاجة لمصدر] في التحليلات الحديثة، يميل النقاد إلى موقف حيادي بشأن مناسبة كتابة السونيت، وعلى أية حال يتفق الجميع على أن السونيت تُمثل المشاعر التي قد يعبر عنها شاعر أكبر سناً ومن طبقة اجتماعية أدنى تجاه راعٍ نبيل محتمل.

## قراءات إضافية
- Baldwin, T. W. (1950). On the Literary Genetics of Shakspeare's Sonnets. University of Illinois Press, Urbana.
- Hubler, Edwin (1952). The Sense of Shakespeare's Sonnets. Princeton University Press, Princeton.
- Lee, Sidney (1904). Elizabethan Sonnets. Westminster: Constable, 1904.
- Schallwyck, David (2002). Speech and Performance in Shakespeare's Plays and Sonnets. Cambridge University Press, Cambridge.
- Schoenfeldt, Michael (2007). The Sonnets: The Cambridge Companion to Shakespeare's Poetry. Patrick Cheney, Cambridge University Press, Cambridge.

الطبعة الأولى؛
- شكسبير, وليم (1609). Shake-speares Sonnets: Never Before Imprinted [سونيتات شيكسبير: لم تُطبع من قبل] (بالإنجليزية). لندن: Thomas Thorpe. Retrieved 2020-04-15.
- شكسبير, وليم (1905). Lee, Sidney (ed.). Shakespeares Sonnets: Being a reproduction in facsimile of the first edition [سونيتات شيكسبير: نسخة طبق الأصل من الطبعة الأولى] (بالإنجليزية). أكسفورد: دار نشر جامعة أكسفورد. OCLC:458829162. Retrieved 2020-04-15.

طبعات مختلفة؛
- شكسبير, وليم (1916). Alden, Raymond Macdonald (ed.). The Sonnets of Shakespeare [سونيتات شيكسبير] (بالإنجليزية). بوسطن: Houghton Mifflin Company. OCLC:234756. Retrieved 2020-04-15.
- شكسبير، وليم (1944). Rollins، Hyder Edward (المحرر). A New Variorum Edition of Shakespeare: The Sonnets [2 Volumes] [طبعة فاريورم الجديدة من سونيتات شيكسبير [مجلدان]]. فيلادلفيا: ليبينكوت  [لغات أخرى]‏. OCLC:6028485.{{استشهاد بكتاب}}:  صيانة الاستشهاد: علامات ترقيم زائدة (link)

الطبعات النقدية الحديثة؛
- شكسبير، وليم (2007). Atkins، Carl D. (المحرر). Shakespeare's Sonnets: With Three Hundred Years of Commentary [سونيتات شيكسبير: مع ثلاثة قرون من التعليقات]. ماديسون: Fairleigh Dickinson University Press. ISBN:978-0-8386-4163-7. OCLC:86090499.
- شكسبير، وليم (2000) [الطبعة الأولى 1977]. Booth، Stephen (المحرر). Shakespeare's Sonnets [سونيتات شيكسبير] (ط. منقحة). نيو هافن: Yale Nota Bene. ISBN:0-300-01959-9. OCLC:2968040.
- شكسبير، وليم (2002). Burrow، Colin (المحرر). The Complete Sonnets and Poems [السونيتات والقصائد الكاملة]. The Oxford Shakespeare. أكسفورد: دار نشر جامعة أكسفورد. ISBN:978-0192819338. OCLC:48532938.
- شكسبير، وليم (2010) [الطبعة الأولى 1997]. Duncan-Jones، Katherine (المحرر). Shakespeare's Sonnets [سونيتات شيكسبير]. The Arden Shakespeare, السلسلة الثالثة (ط. منقحة). لندن: دار بلومزبري. ISBN:978-1-4080-1797-5. OCLC:755065951.
- شكسبير، وليم (1996). Evans، G. Blakemore (المحرر). The Sonnets [سونيتات شيكسبير]. The New Cambridge Shakespeare. كامبريدج: مطبعة جامعة كامبريدج. ISBN:978-0521294034. OCLC:32272082.
- شكسبير، وليم (1995) [الطبعة الأولى 1986]. Kerrigan، John (المحرر). The Sonnets ; and, A Lover's Complaint [سونيتات شيكسبير؛ و، شكوى عاشق]. New Penguin Shakespeare (ط. منقحة). دار بنجوين للنشر. ISBN:0-14-070732-8. OCLC:15018446.
- شكسبير، وليم (2006). Mowat، Barbara A.؛ Werstine، Paul (المحررون). Shakespeare's Sonnets & Poems [سونيتات وقصائد شيكسبير]. مكتبة فولجر الشكسبيرية. نيويورك: Washington Square Press. ISBN:978-0743273282. OCLC:64594469.
- شكسبير، وليم (2001). Orgel، Stephen (المحرر). The Sonnets [سونيتات شيكسبير]. The Pelican Shakespeare (ط. منقحة). نيويورك: دار بنجوين للنشر. ISBN:978-0140714531. OCLC:46683809.
- شكسبير، وليم (1997). Vendler، Helen (المحرر). The Art of Shakespeare's Sonnets [فن سونيتات شيكسبير]. كامبريدج، ماساتشوستس: دار نشر جامعة هارفارد. ISBN:0-674-63712-7. OCLC:36806589.

## وصلات خارجية
- إعادة صياغة وتحليل (شكسبير-أون لاين)
- تحليل